# بوتش ريد
بوتش ريد (بالإنجليزية: Butch Reed)‏ هو مصارع محترف أمريكي، ولد في 11 يوليو 1954 في وارنسبورغ في الولايات المتحدة.

## وصلات خارجية
- بوتش ريد على موقع دبليو دبليو إي (الإنجليزية)
- بوتش ريد على موقع WrestlingData.com (الإنجليزية)
- بوتش ريد على موقع CageMatch worker (الإنجليزية)
- بوتش ريد على موقع قاعدة بيانات المصارعة على الإنترنت (الإنجليزية)
- بوتش ريد على موقع عالم المصارعة على الإنترنت (الإنجليزية)
- بوتش ريد على موقع IMDb (الإنجليزية)
- بوتش ريد على موقع قاعدة بيانات الفيلم (الإنجليزية)